# Melissa Donà
Melissa Donà est une joueuse italienne de volley-ball née le 11 avril 1982 à Trévise. Elle mesure 1,80 m et joue au poste de réceptionneuse-attaquante. 

## Clubs
| Club                  | Pays   | De        | À         |
| --------------------- | ------ | --------- | --------- |
| Figurella Firenze     | Italie | 2004-2005 | 2004-2005 |
| Roma Pallavolo        | Italie | 2005-2006 | 2007-2008 |
| Time Volley Matera    | Italie | 2009-2010 | 2011-2012 |
| Cuatto Volley Giaveno | Italie | 2012-2013 | 2012-2013 |
| Imoco Volley          | Italie | 2013-2014 | …         |

## Palmarès
- Supercoupe d'Italie
  - Finaliste : 2013.